# Rudme
Rudme (også kaldet Rudme-Herringe) er en landsby på Midtfyn, beliggende i Faaborg-Midtfyn Kommune, 5 km sydvest for Ringe, 23 km syd for Odense og 20 km nord for Svendborg.
Rudme hører til Herringe Sogn og Herringe Kirke.
Rudme lægger navn til Rudme Lokalsamfund, der er en klynge af landsbyer bestående af  Herringe, Rudme, Volstrup, Brangstrup Mark, Boltinggaardskov. Rudme Lokalsamfund har i alt 832 indbyggere.

## Lokal organisering
Efter kommunesammenlægningen i 2007 opstod der behov for at have en udvidet lokal organisering, som tillæg til de eksisterende mindre lokalforeninger, der kunne tale lokalsamfundenes sag og stå for videreudviklingen af områderne. En gruppe borgere i den nye Fåborg-Midtfyn storkommune, etablerede paraplyorganisation, Fynsland, der skulle tale alle lokalsamfundenes sag overfor  kommunalbestyrelsen. På Fynslands initiativ etableredes 21 nye lokalråd i kommunen. I Rudme Lokalsamfund sammenlagde man Herringe Beboerforening og Volstrup bylaug og samlede sig i Herringe, Rudme, Volstrup, Boltinggårdsskov og Brangstrup Mark Lokalråd. Til daglig kaldt Rudme Lokalråd. 
Rudme Lokalråd består af en bestyrelse på 7 personer. Rudme Lokalråd har til formål at udvikle lokalsamfundet og har bla overtaget driften  sportspladsen for at bibeholde funktionen i området. Desuden er lokalrådet høringspartner overfor kommunen.

### Formænd
2007-2013: Thyge Andersen
2013- 2020: Tyge Mortensen
2020-         : Rasmus Kiertzner Rasmussen

## Historie om Rudme
Rudme er anlagt som en udflytter-rydningsby i middelalderen.
Rudme er første gang nævnt i 1460 i formen Riedum. Rudme er flertalsform af det gamle ord “ruth” som betyder rydning. Denne type af byer er anlagt efter vikingetiden.
Såvel landsbynavnet, som den løst opbyggede bytomt, peger imidlertid på, at Rudme er opstået som en udflytter-rydningsby fra Herringe.
Rudme blokudskiftedes i 1796 og siden er 1-2 gårde flyttet ud.
I 1664 ejede Fjællebro hele byen på nær én gård. Antallet af gårde synes fra 1600-tallet til 1844 uforandret at være 5.

## Skolerne

### Rudme Friskole
Rudme Friskole opstod i 1858 og således Danmarks 5. ældste friskole. Børnehaven er kommet til i 2005 og vuggestuen i 2016. Den har i dag ca. 90 børn fra vuggestue til 7. klasse fra ca. 50 familier. Friskolen har et grundtvig-koldsk værdigrundlag og er karakteriseret megen musik, teater og kreativitet, hvilket er en afspejling af lokalsamfundet. Hjemmeside

### Ungdomsklubben
Ungdomsklubben i Herringe-Rudme holder åbent for børn fra 10-18 år en gang om ugen. Ungdomsklubben er den eneste i kommunen beliggende udenfor de større byer. Ungdomsklubben drives af en kreds af forældre.

### Brangstrup Skolen
STU Brangstrup er en kostskole, hvor unge fra 16 til 25 år kan tage 1 eller flere år af den Særligt Tilrettelagte Uddannelse — STU. Her bor op til 24 elever, der typisk har gået på specialskole eller i specialklasse i folkeskolen. Skolen ligger tæt ved Ringe på volstrupvej 18.

## Musikken

### Foderstoffen
Musikstedet Foderstoffen er fra marts 1992. Det er en musikforening med ca. 900 medlemmer fra Fyn og Jylland. Der afholdes ca 20 koncerter om året, samt en række mere folkelige arrangementer som folkekøkken, grillfester og foredrag. Foderstoffen holder til i den tidligere foderstof beliggende nær ved jernbanestationen i Rudme. Hjemmeside

### Rudme Havefestival
Siden 2013 har Marie og Martin Nevers hvert andet år afholdt en festival på deres ejendom Rudmegaard, Havelundsvej 1. Festivalen ligger i første weekend i august og besøges af ca. 600 mennesker. Havefestivalen henvender sig specielt til familier. Der er to scener og mulighed for camping. Facebook side

### Brangstrup festivalen
På Brangstrupskolen har der siden 1992 været afholdt en musikfestival i maj  måned. Ole Strøm, som også var med til at starte musikstedet Foderstoffen var grundlæggeren af festivalen. Hjemmeside Arkiveret 3. oktober 2016 hos  Wayback Machine

### Rudme Festivalen
Siden 2016 har der sidst i juli været afholdt en 3 dages festival på sportspladsen i Herringe. Det er de 5 unge fra Rudme Friskole, Jens Leonhard, Christian Vingum, Christoffer O'donoghue, Valdemar Bonde og Anton Hedegaard Mortensen der står for festivalen og driver foreningen Rudme Festival. Rudme Festival er specielt henvendt til unge mellem 16 og 25. Facebook side Hjemmeside

## Kunsten

### Galleri Svinestien
Siden 2011 har der været udstillinger med lokale kunstnere i Karen og Tyge Mortensens svinesti på adressen Rudmevej 80 i Herringe. Galleri Svinestien drives  på frivillig basis og som non-profit. Stifterne af galleriet er udover Tyge og Karen Mortensen også Inge og Knud Bjarne Gjesing. Der afholdes i sommerhalvåret  månedlige ferniseringer med sang, musik, kagebord og udstilling i bedste højskolestil. Et stort antal frivillige er involveret i Galleri Svinestiens aktiviteter

### Rudme Billedskole
Hver vinter afholder Rudme Billedskole kreativt værksted for børn fra 5 til 14 år. Billedskolen er del af Faaborg-Midtfyns kommunes billedskoler. Tilknyttet billedskolen er også en kvindegruppe (og en mand) af udøvende amatørkunstnere, kalder "De desperate".

### Lokale kunstnere
En kreds af fynske kunstnere har siden 70'erne holdt til omkring Rudme-Herringe. Kunsthistorikeren Susanne Ludvigsen på Fjellebro har været den samlende kraft igennem mange år. Kunstnerkredsen i Rudme-Herringe tæller kunstnere som John Olsen, Sys Hindsbo, Lars Abrahamsen, Hanne Skyum, Aja Skyum, Pernille Ryhl-Svendsen, Annette Holdensen, Johannes Havelund, Andreas Ludvigsen, m.fl.

## Sporten

### Midtfyns rideklub
Midtfyns Rideklub er fra 1989 og beliggende på Rudmevej 84. Klubbens omdrejningspunkt er den store elevskole, hvor mange børn og unge mennesker dagligt modtager rideundervisning. Hjemmeside Arkiveret 4. februar 2017 hos  Wayback Machine

### Herringe Skytte Gymnasik og Idrætsforening (HSGI)
HSGI er fra 1866 og opstod sammen som en af de første skytteforeninger på Syd- og Midtfyn. I 2017 udbyder den både yoga, fodbold, pilates, samt står for en årlig byfest på sportspladsen.

### Egeskov Slotsløb
Siden 2011 har foreningen Egeskov Slotsløb afholdt et årligt løb sidst i april. Der har i gennemsnit deltager 1000 løbere. Der tilbydes på 3, 5, 10 og halvmaraton, som afvikles i Egeskov Slots skove. Hjemmeside Arkiveret 4. februar 2017 hos  Wayback Machine.

### Herringe Sportsplads
Rudme Lokalråd overtog sammen med HSGI driften af Herringe sportsplads i 2017 fra kommunen. Siden er klubhuset påbegyndt en renovering, bord/bænkesæt er sat op og parkouranlæg er etableret. Sportspladsen og faciliteterne er åbne for alle. 

## Menighederne
Lokalsamfundet har folkekirkemæssigt været delt i to sogne, Herringe Sogn og Ringe sogn og to kirker. Landsbyerne Herringe og Rudme hørte til Herringe kirke og Brangstrup, Volstrup og Boltinggardsskov hørte til Ringe kirke.  
Siden 1865, hvor sognebåndsløsning blev muligt og den grundtvigske valgmenighed i Ryslinge opstod omkring præsten Vilhelm Birkedal, har en stor del af lokalsamfundet søgt til valgmenigheden. Siden 1922 også til Frimenigheden i Ryslinge. Begge de grundtvigske menigheder, valgmenigheden og frimenigheden, holder til i Nazarethkirken i Ryslinge.
55°11′54″N 10°29′06″Ø / 55.19836°N 10.4851°Ø